# Équipe de Tanzanie des moins de 20 ans de football
Maillots
L'équipe de Tanzanie de football des moins de 20 ans est constituée par une sélection des meilleurs joueurs juniors tanzaniens sous l'égide de la Fédération de Tanzanie de football.

## Histoire
L’équipe Tanzaniens des moins de vingt ans fait partie d’une des meilleures équipes de la zone régional cecafa.
En 2024 elle remporte une quatrième fois la Coupe cecafa se qualifiant pour une deuxième fois en Coupe d'Afrique des nations de football des moins de 20 ans

## Palmarès
- en:CECAFA U-20 Championship
  -  Champion en 1971, 2003, 2019 et 2024
  -  Finaliste en 1975, 1995 et 2020

## Parcours en Coupe du monde des moins de 20 ans
L’équipe de la Tanzanie n’a jamais participé a une Coupe du monde de football des moins de 20 ans.

## Parcours en Coupe d'Afrique des nations des moins de 20 ans
- 1979 de 1995 : Aucune participation
- 1997 : 2e tour
- 1999 : 2e tour
- 2001 : 1er tour
- 2003 : 1er tour
- 2005 : 1er tour
- 2007 : Aucun participation
- 2009 : Abandonné
- 2011 : 1er tour
- 2013 : 1er tour
- 2015 : 1er tour
- 2017 : Aucune participation
- 2019 : 2e tour
- 2021 : Phases de groupe
- 2023 : (Phase de groupe zone Cecafa)
- 2025 : Phases de groupe

## Effectif actuel
Les joueurs appelés pour disputer la Éliminatoires de la Coupe d'Afrique des nations de football des moins de 20 ans 2021 et la CAN -20 2021.
Entraîneur
- Jamhuri Kihwelo

Gardiens
- Zuberi Masudi
- Daniel Mgore
- Rahim Sheikh Abdallah
- Razack Shekimweri

Défenseurs
- Brayson David
- Abdulrazack Hamza
- David Kameta
- Andason Kimweli
- Alfred Laurent
- Alphonce Msanga
- Pascal Msindo
- Omary Omary
- Samwel Onditi

Milieux
- Rajabu Athumani
- Tepsi Evance
- Khleffin Hamdoun
- Nassor Hamoud
- Abdulkarim Idd
- Hassan Kapalata
- Ashraf Malolo Bashiru
- Novatus Miroshi
- Ally Msengi
- Kassim Shabani Haruna

Attaquants
- Kelvin John
- Abdulsattasabri Kapilima Caminero
- Abubakar Salum Juma
- Ibrahimshah Shahbhai
- Abdul Sopu
- Ben Starkie
- Salim Zuberi
- Alfred Nkurunziza